# Liste der Kulturdenkmäler in Dohr
In der Liste der Kulturdenkmäler in Dohr sind alle Kulturdenkmäler der rheinland-pfälzischen Ortsgemeinde Dohr aufgeführt. Grundlage ist die Denkmalliste des Landes Rheinland-Pfalz (Stand: 21. September 2023).

## Einzeldenkmäler
| Bezeichnung                           | Lage                               | Baujahr         | Beschreibung                                | Bild |
| ------------------------------------- | ---------------------------------- | --------------- | ------------------------------------------- | ---- |
| Friedhofskreuz                        | Hauptstraße, auf dem Friedhof Lage | 1844            | Friedhofskreuz, Basalt, bezeichnet 1844     | BW   |
| Brunnen                               | Hauptstraße, neben Nr. 41 Lage     | 19. Jahrhundert | Ziehbrunnen, Bruchsteinbau, 19. Jahrhundert | BW   |
| Katholische Filialkirche St. Nikolaus | Kirchstraße Lage                   | 1780            | Saalbau, 1780, Westturm 1853                | BW   |